# 法里亚-莱莫斯
法里亚-莱莫斯是巴西米纳斯吉拉斯州的一个市镇。总面积165.654平方公里，总人口3612人，人口密度21.8人/平方公里。